# Aulacocyclus andrewsi
Aulacocyclus andrewsi es una especie de coleóptero de la familia Passalidae.

## Distribución geográfica
Habita en la India.